# Melilla La Vieja
Melilla la Vieja ("Velha Melilla") é o nome de uma grande fortaleza que fica imediatamente ao norte do porto de Melilla, uma das praças de soberanía da Espanha na costa norte da África. Construída durante os séculos XVI e XVII, grande parte da fortaleza foi restaurada nos últimos anos.
A fortaleza contém muitos dos sítios históricos mais importantes de Melilla, entre eles um museu arqueológico, um museu militar, a Igreja da Conceição e uma série de cavernas e túneis, como as grutas do Conventico, em uso desde os tempos fenícios.